# Záhradí
Záhradí je jedno z litomyšlských předměstí při výjezdu na Českou Třebovou. Náměstíčku vévodí budova archivu, na místě, kde stávala prodejna potravin a dříve přízemní bečvárna s mohutnou mansardovou střechou. Naproti bývalá hospoda Buřvalka s pamětní deskou na pobyt A. Jiráska, vedle níž stávala roubená kovárna s podloubím, které tu má opodál ještě jeden dům, zděný. Předměstí tvořily uličky rozbíhající se podél hradeb k Zahájí a k Líbánkám, plné nízké roubené zástavby, která se v mnoha dokladech dochovala do 90. let 20. století, ale beze zbytku zanikla během deseti let.

## Památky
- Socha sv. J. Nepomuckého na náměstíčku A. Jiráska
- Socha sv. Prokopa, původně v polích dnes v zástavbě domů
- Hostinec Buřvalka, kde pobýval A. Jirásek
- Hostinec Veselka, nevhodně adaptovaný na byty
- Panský dům, dnes Fakulta restaurování Univerzity Pardubice
- Portmoneum museum Josefa Váchala
- Rodný dům bratří Pátů s pamětní deskou
- Bytový dům, kde původně bydlela Terezie Nováková